# ナタン・アラン・デ・ソウザ
ナタン・アラン・デ・ソウザ（Nathan Allan de Souza、1996年3月13日 - ）は、ブラジル・サンタカタリーナ州ブルメナウ出身のプロサッカー選手。グレミオFBPA所属。ポジションは、フォワード。

## クラブ経歴

### ブラジル
2009年、13歳の時にアトレチコ・パラナエンセの下部組織に入団。2014年1月開催のコパ・リベルタドーレス・スポルティング・クリスタル戦でトップチームデビュー。
5月のSCコリンチャンス・パウリスタ戦でカンピオナート・ブラジレイロ・セリエAデビュー。10月、ナタンは契約更新を拒否したが、これを不服としたクラブと裁判で争う事態になってしまい、その間トップチームでのプレーが出来なくなってしまった。

### ヨーロッパ
2015年7月、チェルシーFCに移籍。推定移籍金は450万ポンド。
チェルシー移籍が発表されてから9日後、イザイア・ブラウン、ルイス・ベイカーと共にエールディヴィジのフィテッセにレンタル移籍することが発表された。8月開催のUEFAヨーロッパリーグ3回戦2ndレグ・サウサンプトンFC戦で移籍後初出場。同月のローダJC戦で移籍後初得点。
2016年6月、フィテッセへのレンタルを1年延長することが発表された。2017年8月31日、アミアンSCにレンタル移籍した。2018年1月、CFベレネンセスにレンタル移籍した。

### ブラジル復帰
2018年7月24日、ネイサンは母国に戻り、アトレチコ・ミネイロに1シーズンの期限付き移籍で加入する契約に合意した。このローン契約は2020年半ばまで延長された。 2020年7月1日、彼はアトレチコ・ミネイロに完全移籍し、4年間の契約を締結した。
2022年1月4日、フルミネンセFCにレンタル移籍した。2023年4月10日、グレミオFBPAに移籍した。

## 代表歴
2013 FIFA U-17ワールドカップでは準決勝のメキシコ戦でPK戦の末に敗れたが、ナタンは計5得点を挙げシルバーボールを獲得した。
南米ユース選手権2015では全試合に出場し1得点を挙げた。

## 個人成績
2018年1月21日現在
| クラブ                   | シーズン | リーグ                    | リーグ | リーグ | カップ | カップ | 国際大会 | 国際大会 | その他 | その他 | 合計 | 合計 |
| クラブ                   | シーズン | ディビジョン              | 出場   | 得点   | 出場   | 得点   | 出場     | 得点     | 出場   | 得点   | 出場 | 得点 |
| ------------------------ | -------- | ------------------------- | ------ | ------ | ------ | ------ | -------- | -------- | ------ | ------ | ---- | ---- |
| アトレチコ・パラナエンセ | 2013     | セリエA                   | 11     | 0      | 0      | 0      | 0        | 0        | 0      | 0      | 11   | 0    |
| アトレチコ・パラナエンセ | 2014     | セリエA                   | 0      | 0      | 2      | 0      | 2        | 0        | 7      | 1      | 11   | 1    |
| アトレチコ・パラナエンセ | 2015     | セリエA                   | 0      | 0      | 0      | 0      | 0        | 0        | 2      | 0      | 2    | 0    |
| アトレチコ・パラナエンセ | 通算     |                           |        |        |        |        |          |          |        |        |      |      |
| フィテッセ               | 2015–16  | エールディヴィジ          | 18     | 2      | 0      | 0      | 1        | 0        | 0      | 0      | 19   | 2    |
| フィテッセ               | 2016–17  | エールディヴィジ          | 5      | 2      | 0      | 0      | 0        | 0        | 0      | 0      | 5    | 2    |
| フィテッセ               | 通算     |                           |        |        |        |        |          |          |        |        |      |      |
| アミアンSC               | 2017-18  | リーグ・アン              | 1      | 0      | 2      | 0      | -        | -        | -      | -      | 3    | 0    |
| アミアンSCⅡ              | 2017-18  | フランスアマチュア選手権3 | 2      | 0      | -      | -      | -        | -        | -      | -      | 2    | 0    |
| CFベレネンセス           | 2017-18  | プリメイラ・リーガ        | 0      | 0      | 0      | 0      | -        | -        | -      | -      | 0    | 0    |
| 通算                     | ブラジル | ブラジル                  | 11     | 0      | 2      | 0      | 2        | 0        | 9      | 1      | 24   | 1    |
| 通算                     | オランダ | オランダ                  | 45     | 6      | 5      | 1      | 1        | 0        | -      | -      | 51   | 7    |
| 総通算                   | 総通算   | 総通算                    | 59     | 6      | 9      | 1      | 3        | 0        | 9      | 1      | 80   | 8    |

1. ↑  コパ・リベルタドーレス
2. 1 2  カンピオナート・パラナエンセ
3. ↑  UEFAヨーロッパリーグ